# Valuk
Valuk (latinsko Wallucus dux) je bil knez oziroma vojvoda v neodvisni deželi Alpskih Slovanov, za katero se je sčasoma uveljavila oznaka Karantanija. 
Vladal je v času okoli leta 631. Valukovo ime je morda identično z imenom kneza Valtunka, oboje pa se lahko filološko interpretira iz vladyka ali vladun v pomenu nekoga, ki vlada.

## Neodvisnost Valukovih Slovanov
Najkasneje po oslabitvi Obrov leta 626 (če ne že leta 623) so se Slovani v vzhodnih Alpah pridružili slovanski plemenski zvezi vojvode Sama. Leta 630 so namreč na strani Frankov sodelovali tudi Langobardi, ki so  na Karantanijo mejili kot na ozemlje v Samovi plemenski zvezi.
V tem času je po pričevanju iz Fredegarii Chronicon v Panoniji prišlo do spora med Avari in Bolgari, zaradi česar se je 9.000 Bolgarov pod vodstvom njihovega kneza Alcioka najprej zateklo k Bavarcem, ko pa so jih na ukaz frankovskega kralja Dagoberta dali  skoraj vse poklati, se je pribilžno 700 preživelih Bolgarov zateklo v deželo Slovanov (marca Vinedorum) k tamkajšnjemu vojvodi ali knezu Valuku (Wallucum ducem Vinedorum). Najverjetneje gre prav za tistega Alcioka, ki je s svojim spremstvom leta 662 odšel v Furlanijo. Dogodek z Bolgari razkriva, da Karantanija v tem času ni bila podrejena ne Frankom, ne Langobardom, ne Avarom.
Možno je tudi, da je bil prav Valuk tisti knez Alpskih Slovanov, pri katerem je politični azil in zavezništvo iskal Arnefrit, sin furlanskega vojvode Lupa. Pavel Diakon je pri opisovanju Arnefritovega umika k Slovanom zatrdil, da je zbežal k Slovanom v Karnuntum, ki ga napačno imenujejo Karantanum (Carnuntum, quod corrupte vocitant Carantanum), kar bi lahko pomenilo, da se je dežela že pod Valukom pričela imenovati Karantanija. 
Za ozemlje kasnejše Karniole ni znano ali je bila del Samove plemenske zveze (v sklopu Valukove oblasti ali ločeno) ali je bila še naprej pod oblastjo Avarov ali pa nikogaršnje ozemlje.